# Список серій серіалу «Дивні дива»
«Дивні дива» — американський науково-фантастичний драматичний телесеріал жахів, створений братами Даффер, який транслюється на Netflix. Брати виступають шоураннерами та виконавчими продюсерами разом із Шоном Леві та Деном Коеном. Перший сезон серіалу вийшов на Netflix 15 липня 2016 року, а другий — 27 жовтні 2017 року, третій — 4 липні 2019 року, четвертий — 27 травня (перша половина) та 1 липні 2022 року (друга частина).
Станом на 1 липня 2022 року було випущено 34 серії. У лютому 2022 року Netflix продовжив серіал на п'ятий і останній сезон.

## Таблиця сезонів
| Сезон | Епізоди | Епізоди | Оригінальний випуск | Оригінальний випуск |
| ----- | ------- | ------- | ------------------- | ------------------- |
| 1     | 8       | 8       | 15 липня 2016       | 15 липня 2016       |
| 2     | 9       | 9       | 27 жовтня 2017      | 27 жовтня 2017      |
| 3     | 8       | 8       | 4 липня 2019        | 4 липня 2019        |
| 4     | 9       | 7       | 27 травня 2022      | 27 травня 2022      |
| 4     | 9       | 2       | 1 липня 2022        | 1 липня 2022        |
| 5     | 8       | 8       | TBA                 | TBA                 |

## Список серій

### Перший сезон (2016)
| № | № (в сезоні) | Назва                                                                         | Режисер      | Сценарій                 | Дата прем'єри |
| - | ------------ | ----------------------------------------------------------------------------- | ------------ | ------------------------ | ------------- |
| 1 | 1            | «Chapter One: The Vanishing of Will Byers» «Глава 1. Зникнення Вілла Байєрса» | Брати Даффер | Брати Даффер             | 15 липня 2016 |
| 2 | 2            | «Chapter Two: The Weirdo on Maple Street» «Глава 2. Дивак із Кленової вулиці» | Брати Даффер | Брати Даффер             | 15 липня 2016 |
| 3 | 3            | «Chapter Three: Holly, Jolly» «Глава 3. Різдвяні вогні»                       | Шон Леві     | Джессіка Маккленбурґе    | 15 липня 2016 |
| 4 | 4            | «Chapter Four: The Body» «Глава 4. Тіло»                                      | Шон Леві     | Джастін Добл             | 15 липня 2016 |
| 5 | 5            | «Chapter Five: The Flea and the Acrobat» «Глава 5. Блоха та акробат»          | Брати Даффер | Елісон Татлок            | 15 липня 2016 |
| 6 | 6            | «Chapter Six: The Monster» «Глава 6. Монстр»                                  | Брати Даффер | Джессі Ніксон-Лопес      | 15 липня 2016 |
| 7 | 7            | «Chapter Seven: The Bathtub» «Глава 7. Ванна»                                 | Брати Даффер | Джастін Добл             | 15 липня 2016 |
| 8 | 8            | «Chapter Eight: The Upside Down» «Глава 8. Догоридригом»                      | Брати Даффер | Брати Даффер, Пол Дігтер | 15 липня 2016 |

### Другий сезон (2017)
| №  | № (в сезоні) | Назва                                                                       | Режисер       | Сценарій            | Дата прем'єри  |
| -- | ------------ | --------------------------------------------------------------------------- | ------------- | ------------------- | -------------- |
| 9  | 1            | «Chapter One: MADMAX» «Глава 1. MADMAX»                                     | Брати Даффер  | Брати Даффер        | 27 жовтня 2017 |
| 10 | 2            | «Chapter Two: Trick or Treat, Freak» «Глава 2. Гаманець або життя, виродку» | Брати Даффер  | Брати Даффер        | 27 жовтня 2017 |
| 11 | 3            | «Chapter Three: The Pollywog» «Глава 3. Пуголовок»                          | Шон Леві      | Джастін Добл        | 27 жовтня 2017 |
| 12 | 4            | «Chapter Four: Will the Wise» «Глава 4. Вілл Мудрий»                        | Шон Леві      | Джастін Добл        | 27 жовтня 2017 |
| 13 | 5            | «Chapter Five: Dig Dug» «Глава 5. Копачі»                                   | Ендрю Стентон | Джессі Ніксон-Лопес | 27 жовтня 2017 |
| 14 | 6            | «Chapter Six: The Spy» «Глава 6. Шпигун»                                    | Ендрю Стентон | Кейт Трефрі         | 27 жовтня 2017 |
| 15 | 7            | «Chapter Seven: The Lost Sister» «Глава 7. Утрачена сестра»                 | Ребекка Томас | Джастін Добл        | 27 жовтня 2017 |
| 16 | 8            | «Chapter Eight: The Mind Flayer» «Глава 8. Мозкожер»                        | Брати Даффер  | Брати Даффер        | 27 жовтня 2017 |
| 17 | 9            | «Chapter Nine: The Gate» «Глава 9. Брама»                                   | Брати Даффер  | Брати Даффер        | 27 жовтня 2017 |

### Третій сезон (2019)
| №  | № (в сезоні) | Назва                                                                                     | Режисер      | Сценарій       | Дата прем'єри |
| -- | ------------ | ----------------------------------------------------------------------------------------- | ------------ | -------------- | ------------- |
| 18 | 1            | «Chapter One: Suzie, Do You Copy?» «Глава 1. Сьюзі, прийом!»                              | Брати Даффер | Брати Даффер   | 4 липня 2019  |
| 19 | 2            | «Chapter Two: The Mall Rats» «Глава 2. Щури в торговому центрі»                           | Брати Даффер | Брати Даффер   | 4 липня 2019  |
| 20 | 3            | «Chapter Three: The Case of the Missing Lifeguard» «Глава 3. Справа зниклої рятувальниці» | Шон Леві     | Вільям Бріджес | 4 липня 2019  |
| 21 | 4            | «Chapter Four: The Sauna Test» «Глава 4. Тест у сауні»                                    | Шон Леві     | Кейт Трефрі    | 4 липня 2019  |
| 22 | 5            | «Chapter Five: The Flayed» «Глава 5. Носії»                                               | Ута Брізевец | Пауль Діхтер   | 4 липня 2019  |
| 23 | 6            | «Chapter Six: E Pluribus Unum» «Глава 6. E Pluribus Unum»                                 | Ута Брізевец | Кертіс Гвінн   | 4 липня 2019  |
| 24 | 7            | «Chapter Seven: The Bite» «Глава 7. Укус»                                                 | Брати Даффер | Брати Даффер   | 4 липня 2019  |
| 25 | 8            | «Chapter Eight: The Battle of Starcourt» «Глава 8. Битва у «Старкорті»»                   | Брати Даффер | Брати Даффер   | 4 липня 2019  |

### Четвертий сезон (2022)
| Том 1 |   |                                                                               |              |                    |                |
| 26    | 1 | «Chapter One: The Hellfire Club» «Клуб пекельного полум'я»                    | Брати Даффер | Брати Даффер       | 27 травня 2022 |
| 27    | 2 | «Chapter Two: Vecna's Curse» «Прокляття Векни»                                | Брати Даффер | Брати Даффер       | 27 травня 2022 |
| 28    | 3 | «Chapter Three: The Monster and The Superhero» «Чудовисько й супергероїня»    | Шон Леві     | Кейтлін Шнайдерхан | 27 травня 2022 |
| 29    | 4 | «Chapter Four: Dear Billy» «Любий Біллі»                                      | Шон Леві     | Пол Діхтер         | 27 травня 2022 |
| 30    | 5 | «Chapter Five: The Nina Project» «Проєкт «Ніна»»                              | Німрод Антал | Кейт Трефрі        | 27 травня 2022 |
| 31    | 6 | «Chapter Six: The Dive» «Занурення»                                           | Німрод Антал | Кертіс Гвінн       | 27 травня 2022 |
| 32    | 7 | «Chapter Seven: The Massacre At Hawkins Lab» «Різанина в лабораторії Гокінсу» | Брати Даффер | Брати Даффер       | 27 травня 2022 |
| Том 2 |   |                                                                               |              |                    |                |
| 33    | 8 | «Chapter Eight: Papa» «Тато»                                                  | Брати Даффер | Брати Даффер       | 1 липня 2022   |
| 34    | 9 | «Chapter Nine: The Piggyback» «План Од»                                       | Брати Даффер | Брати Даффер       | 1 липня 2022   |

### П'ятий сезон (ТВА)
П'ятий і останній сезон було схвалено Netflix у лютому 2022 року , а написання сценарію сезону почалося в серпні 2022 року. Даффери сказали, що не планують представляти нових персонажів в останньому сезоні. 25 серпня 2022 року на сторівнці в Twitter брати Даффери оголосили, що буде 8 серій, основні зйомки розпочнуться у травні 2023 року.
| № серії (загалом) | № серії (в сезоні) | Назва серії                                        | Режисер(и)   | Сценарист(и) | Оригінальна дата виходу |
| ----------------- | ------------------ | -------------------------------------------------- | ------------ | ------------ | ----------------------- |
| 35                | 1                  | «Chapter One: The Crawl» «Розділ перший: Повзання» | Брати Даффер | Брати Даффер | ТВА                     |